# Куп Радивоја Кораћа 2017.
Куп Радивоја Кораћа је 2017. године одржан по једанаести пут као национални кошаркашки куп Србије, а петнаести пут под овим именом. Домаћин завршног турнира био је Ниш у периоду од 16. до 19. фебруара 2017, а сви мечеви су одиграни у Спортском центру Чаир. Насловни спонзор такмичења ове године је била Пиреус банка.

## Учесници
На завршном турниру учествује укупно 8 екипа, а право учешћа клуб може стећи по једном од три основа:
- Као учесник Јадранске лиге 2016/17. (4 екипе)
  - По овом основу пласман су обезбедили Црвена звезда МТС, Партизан НИС, Мега Лекс и ФМП.
- Као освајач Купа КСС II степена (1 екипа)
  - По овом основу пласман је обезбедио Динамик.
- Као једна од три најбоље пласиране екипе на половини првог дела такмичења у Кошаркашкој лиги Србије 2016/17. (3 екипе)
  - По овом основу пласман су обезбедили Динамик, Вршац и Спартак Суботица. Међутим, пошто се Динамик већ квалификовао као освајач другостепеног Купа КСС, прилику да се такмичи на завршном турниру добила је и четвртопласирана екипа - Дунав Стари Бановци.

## Дворана
| Ниш                  | НишКуп Радивоја Кораћа 2017. на карти Србије |
| Спортски центар Чаир | НишКуп Радивоја Кораћа 2017. на карти Србије |
| Капацитет: 4.800     | НишКуп Радивоја Кораћа 2017. на карти Србије |
|                      | НишКуп Радивоја Кораћа 2017. на карти Србије |

## Четвртфинале
Жреб парова четвртине финала Купа Радивоја Кораћа 2017. обављен је 31. јануара 2017. године у просторијама хотела „М“, у Београду.
| 16. 2. 2017. 17:00 | Извештај | ФМП                                                          | 77 : 58 | Спартак Суботица                  | Спортски центар Чаир, Ниш Гледаоци: 2.000 Судије: Урош Николић, Немања Нинковић, Синиша Прпа |  |
| 16. 2. 2017. 17:00 | Извештај | Четвртине: 15:12, 24:18, 27:15, 11:13                        |         |                                   | Спортски центар Чаир, Ниш Гледаоци: 2.000 Судије: Урош Николић, Немања Нинковић, Синиша Прпа |  |
| 16. 2. 2017. 17:00 | Извештај | Поени: Љубичић 18 Скокови: 3 играча 6 Асистенције: Раданов 4 |         | Мишчевић 18 Тресач 7 Љубенковић 6 | Спортски центар Чаир, Ниш Гледаоци: 2.000 Судије: Урош Николић, Немања Нинковић, Синиша Прпа |  |

| 16. 2. 2017. 19:30 | Извештај | Црвена звезда МТС                                                | 99 : 47 | Вршац                        | Спортски центар Чаир, Ниш Гледаоци: 4.000 Судије: Александар Глишић, Владимир Јевтовић, Радош Арсенијевић |  |
| 16. 2. 2017. 19:30 | Извештај | Четвртине: 30:7, 27:10, 24:15, 18:15                             |         |                              | Спортски центар Чаир, Ниш Гледаоци: 4.000 Судије: Александар Глишић, Владимир Јевтовић, Радош Арсенијевић |  |
| 16. 2. 2017. 19:30 | Извештај | Поени: Симоновић 19 Скокови: Митровић 10 Асистенције: Митровић 7 |         | Савовић 11 Јефтић 9 Јефтић 3 | Спортски центар Чаир, Ниш Гледаоци: 4.000 Судије: Александар Глишић, Владимир Јевтовић, Радош Арсенијевић |  |

| 17. 2. 2017. 17:00 | Извештај | Мега Лекс                                                 | 84 : 57 | Динамик                                 | Спортски центар Чаир, Ниш Гледаоци: 1.800 Судије: Саша Маричић, Иван Стефановић, Марко Пецељ |  |
| 17. 2. 2017. 17:00 | Извештај | Четвртине: 26:17, 21:12, 26:10, 11:18                     |         |                                         | Спортски центар Чаир, Ниш Гледаоци: 1.800 Судије: Саша Маричић, Иван Стефановић, Марко Пецељ |  |
| 17. 2. 2017. 17:00 | Извештај | Поени: Јарамаз 18 Скокови: Тејић 7 Асистенције: Јарамаз 7 |         | Стевановић 21 Френд 6 Катнић, Нађфеји 3 | Спортски центар Чаир, Ниш Гледаоци: 1.800 Судије: Саша Маричић, Иван Стефановић, Марко Пецељ |  |

| 17. 2. 2017. 19:30 | Извештај | Партизан НИС                                                          | 80 : 60 | Дунав Стари Бановци                     | Спортски центар Чаир, Ниш Гледаоци: 4.000 Судије: Бранислав Мрдак, Часлав Чукаловић, Владимир Весковић |  |
| 17. 2. 2017. 19:30 | Извештај | Четвртине: 18:18, 23:5, 23:20, 16:17                                  |         |                                         | Спортски центар Чаир, Ниш Гледаоци: 4.000 Судије: Бранислав Мрдак, Часлав Чукаловић, Владимир Весковић |  |
| 17. 2. 2017. 19:30 | Извештај | Поени: Андрић 17 Скокови: Танасковић 11 Асистенције: Пот, Ратковица 5 |         | Зорчић 19 3 играча 8 Ненадић, Сочанац 3 | Спортски центар Чаир, Ниш Гледаоци: 4.000 Судије: Бранислав Мрдак, Часлав Чукаловић, Владимир Весковић |  |

## Полуфинале
| 18. 2. 2017. 17:00 | Извештај | ФМП                                                              | 60 : 76 | Црвена звезда МТС           | Спортски центар Чаир, Ниш Гледаоци: 4.500 Судије: Миливоје Јовчић, Милија Војиновић, Урош Обркнежевић |  |
| 18. 2. 2017. 17:00 | Извештај | Четвртине: 14:27, 18:21, 13:19, 15:9                             |         |                             | Спортски центар Чаир, Ниш Гледаоци: 4.500 Судије: Миливоје Јовчић, Милија Војиновић, Урош Обркнежевић |  |
| 18. 2. 2017. 17:00 | Извештај | Поени: Љубичић 18 Скокови: Болден 9 Асистенције: Болден, Човић 3 |         | Гудурић 21 Кузмић 5 Јовић 6 | Спортски центар Чаир, Ниш Гледаоци: 4.500 Судије: Миливоје Јовчић, Милија Војиновић, Урош Обркнежевић |  |

| 18. 2. 2017. 21:00 | Извештај | Мега Лекс                                                  | 65 : 77 | Партизан НИС                         | Спортски центар Чаир, Ниш Гледаоци: 4.500 Судије: Илија Белошевић, Марко Јурас, Драган Нешковић |  |
| 18. 2. 2017. 21:00 | Извештај | Четвртине: 14:20, 22:19, 13:23, 16:15                      |         |                                      | Спортски центар Чаир, Ниш Гледаоци: 4.500 Судије: Илија Белошевић, Марко Јурас, Драган Нешковић |  |
| 18. 2. 2017. 21:00 | Извештај | Поени: Јарамаз 23 Скокови: Каба 12 Асистенције: 3 играча 2 |         | Величковић 19 Луковић 13 Ратковица 8 | Спортски центар Чаир, Ниш Гледаоци: 4.500 Судије: Илија Белошевић, Марко Јурас, Драган Нешковић |  |

## Финале
| 19. 2. 2017. 21:00 | Извештај | Црвена звезда МТС                                                    | 74 : 64 | Партизан НИС                 | Спортски центар Чаир, Ниш Гледаоци: 5.000 Судије: Илија Белошевић, Миливоје Јовчић, Милија Војиновић |  |
| 19. 2. 2017. 21:00 | Извештај | Четвртине: 23:23, 13:11, 16:13, 22:17                                |         |                              | Спортски центар Чаир, Ниш Гледаоци: 5.000 Судије: Илија Белошевић, Миливоје Јовчић, Милија Војиновић |  |
| 19. 2. 2017. 21:00 | Извештај | Поени: Гудурић, Симоновић 18 Скокови: Томпсон 6 Асистенције: Јовић 7 |         | Врабац 12 Величковић 7 Пот 4 | Спортски центар Чаир, Ниш Гледаоци: 5.000 Судије: Илија Белошевић, Миливоје Јовчић, Милија Војиновић |  |

| Освајач Купа Радивоја Кораћа 2017. |
| ---------------------------------- |
| КК Црвена звезда 6. титула         |